# Dębina (gmina Rusiec)
Dębina – wieś w Polsce położona w województwie łódzkim, w powiecie bełchatowskim, w gminie Rusiec.
W latach 1975–1998 miejscowość należała administracyjnie do województwa sieradzkiego.